# Antoine Deparcieux (1753-1799)
Pour les articles homonymes, voir Antoine Deparcieux.
Antoine Deparcieux (1753-1799) est un mathématicien français, petit-neveu de l’autre Antoine Deparcieux (1703-1768), né comme lui à Cessous au mas de Clotet le 23 avril 1753 et mort à Paris en 1799.

## Biographie

Traité des annuités, 1781.

Il est le fils de Jean-Antoine Deparcieux et Anne Trélis. Son grand-père, Pierre Deparcieux, époux de Marie Polge, était le frère aîné d'Antoine Deparcieux, l'Académicien, cité ci-dessus.
Grâce à son oncle, il fait ses études à Alès, puis à Paris où il entre au collège de Navarre en 1763. Ses deux frères, Jean et Jean-Pierre, nés respectivement en 1755 et 1758 le rejoignent au collège de Navarre mais ils n'ont pas la même notoriété. Jean devient officier de marine et Jean-Pierre retourne en Cévennes.
En 1773, il remplace Brisson à la chaire de physique et il hérite du cabinet de physique de son oncle. Esprit très brillant, peut-être même plus que son oncle, il fréquente les salons à la mode, fait un peu de politique, est poète à ses heures et correspond avec Voltaire.
Il publie des mémoires sur les effets de la foudre, un traité élémentaire de mathématiques, une dissertation sur les globes aérostatiques et, enfin, un traité d’algèbre et de calcul différentiel et intégral.
Il remplace Pilâtre de Rozier comme professeur d’astronomie, puis Condorcet comme professeur de mathématiques.
Il meurt en 1799 à 46 ans. À noter que l’oncle et le petit-neveu sont morts célibataires.